# District de Mariato
Le district de Mariato est l'une des divisions qui composent la province de Veraguas, au Panama. Elle est située sur la côte ouest de la péninsule d'Azuero. En 2004, Mariato comptait 5 778 habitants, répartis sur une superficie de 1 408,9 km2. Le district de Mariato a été créé en 2001, à partir du district de Montijo, dans la région connue sous le nom de Quebro, auparavant séparée de la province de Los Santos.

## Toponymie
L'origine du nom vient du mot « María Ato », qui fait référence à une femme qui vivait dans la région à son emplacement actuel. L'évolution de María Ato à Mariato s'explique facilement, car en espagnol azúcar, il est courant de joindre le nom des personnes à leur surnom, formant souvent un seul mot, ainsi la prononciation de María Ato serait María-ato ou Mareato, qui à son tour aboutirait à la signification actuelle de Mariato. Selon une autre version, le nom viendrait d'un cacique qui régnait sur la région à l'arrivée des conquistadors.

## Géographie
Le district de Mariato est situé dans la péninsule d'Azuero, dans sa partie sud-ouest. Elle est séparée du reste de la péninsule par le massif d'Azuero, qu'elle partage avec les provinces de Herrera et Los Santos.
La ville de Mariato est située sur une terrasse fluviale formée par les rivières qui descendent du massif de l'Azuero. Situé approximativement au nord du district, il se trouve dans un endroit stratégique de la péninsule nord-ouest, puisqu'il s'agit d'une étape obligatoire pour aller au sud de la région de Quebro, Los Santos et Herrera. Ses coordonnées sont 7°37'00 "N et 80°54′00″W. 7°37′N 80°54′W.
Le district a une superficie de 1 408,9 km2, ce qui équivaut à 13,3 % du territoire de Veraguan. Le district est bordé au nord par les districts de Montijo, Santiago et Ocú, à l'est par les districts de Las Minas, Los Pozos et Tonosí, au sud par l'océan Pacifique et à l'ouest par le golfe de Montijo.
| Nord-ouest: Golfe de Montijo               | Nord: Montijo et Santiago | Nord-est: Las Minas      |
| Ouest: Golfe de Montijo et océan Pacifique |                           | Est: Los Pozos et Tonosí |
| Sud-ouest: océan Pacifique                 | Sud: océan Pacifique      | Sud-est: océan Pacifique |

Le point culminant du district est le Cerro Hoya, qu'il partage avec le district de Tonosí. Des roches anciennes attestent que Cerro Hoya est l'un des trois sites géologiquement les plus anciens de l'isthme, où des érosions sous-marines ont formé un archipel d'îles volcaniques qui ont fini par façonner ce qui est aujourd'hui l'isthme de Panama. Le massif montagneux de Tres Cerros, à 1 559 mètres d'altitude, est le plus haut d'Azuero et se caractérise par des pentes généralement raides et des montagnes qui en font une zone forestière, non adaptée à l'agriculture et au pâturage.
Mariato est le point le plus méridional du sous-continent d'Amérique centrale et d'Azuero, connu sous le nom de pointe Mariato ; il est situé dans le parc national Cerro Hoya. Mariato, situé sur la côte sud-ouest d'Azuero, présente des côtes disséquées en amphithéâtres avec de petites plages séparées par des promontoires.

## Hydrographie
Du point de vue hydrographique, Mariato est une exception dans le contexte d'Azuero, étant l'une des rares zones qui appartiennent au versant du Golfe de Montijo. Plus précisément, les eaux du réseau hydrographique de Mariato se jettent directement dans le golfe de Montijo. Les principales rivières du Mariato naissent dans le Montuoso ou dans le parc national de Cerro Hoya, parmi elles on peut citer le Tebario, le Gato, le Quebro, le Zuay ou Suay, le Negro, le Torio, le Pavo, le Playita, le Varadero et le Sierra.

## Parcs nationaux et zones protégées
Le parc national Cerro Hoya, d'une superficie de 32 557 hectares, a été créé en 1985 à l'extrémité sud-ouest de la péninsule d'Azuero, sur la côte Pacifique du Panama. Le pic Cerro Hoya, avec 1 559 mètres, est le plus haut de tout Azuero, accompagné de ses pics voisins de 1 534 mètres et 1 478 mètres respectivement. À cet endroit se trouve la frontière avec le district de Tonosí.

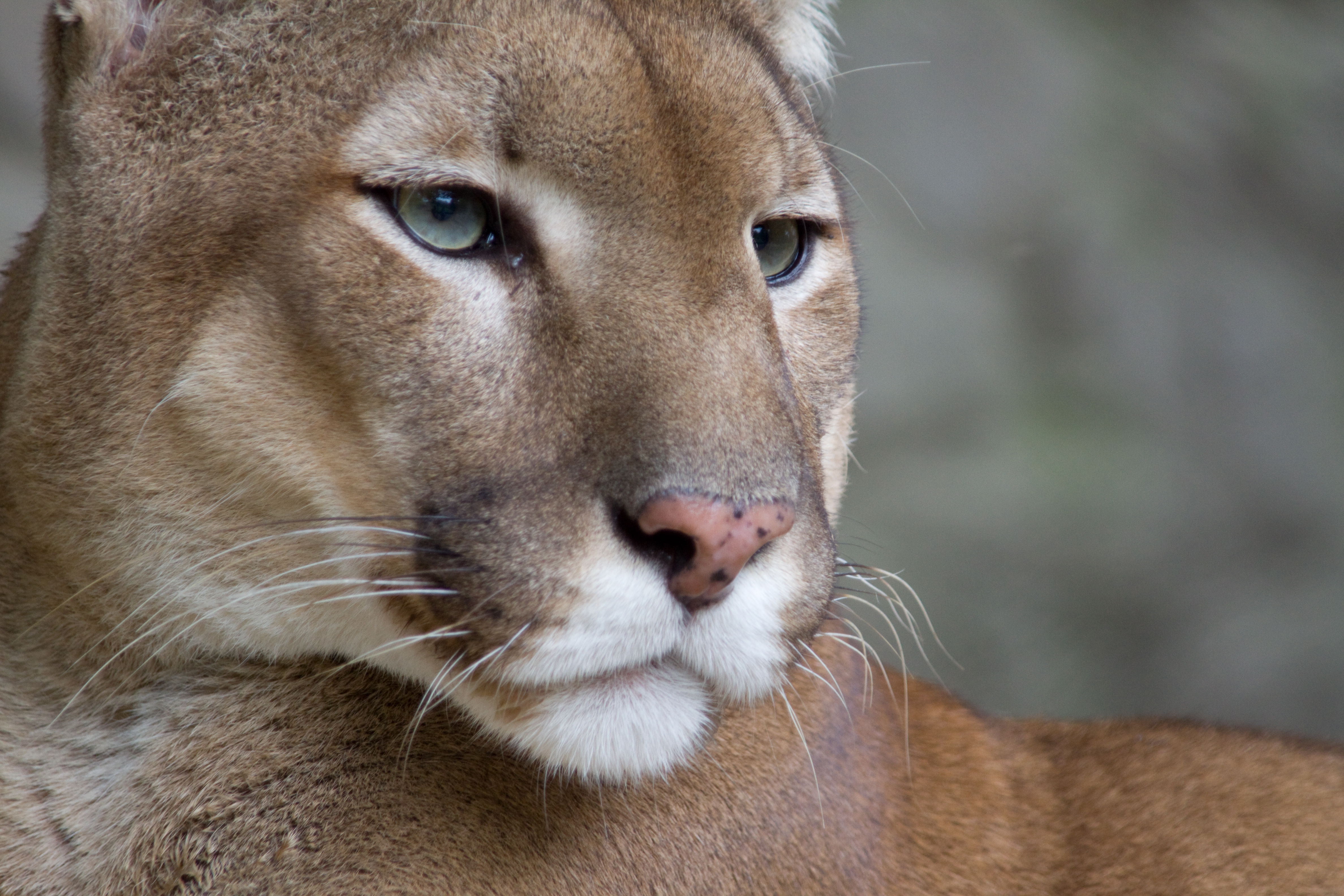

Le parc est d'origine volcanique et est formé par les plus anciennes roches de l'isthme datant du Crétacé supérieur. La climatologie varie fortement de la côte aux sommets. Alors que sur la côte, les températures moyennes avoisinent les 26 °C et les précipitations sont d'environ 2 000 mm par an, sur les sommets, elles sont de 20 °C et de 4 000 mm. Cerro Hoya est une importante réserve hydrologique où naissent les rivières les plus notables de la région, comme le Tonosí, le Guánico, le Cobachón, la Punta Blanca, la Sierra, le Varadero et le Pavo. Ces cours d'eau présentent des cascades spectaculaires et des bassins d'eau transparente.
Le Cerro Hoya est une zone unique à Azuero, car dans ses hauteurs, on trouve un climat frais avec des forêts de nuages, semblables aux hautes terres de la chaîne de montagnes centrale, et où les précipitations varient entre 2 000 et 4 000 mm par an, avec un ou deux mois de saison sèche.

## Crédit d'auteurs
- (es) Cet article est partiellement ou en totalité issu de l’article de Wikipédia en espagnol intitulé « Distrito de Mariato » (voir la liste des auteurs).